# Flagge Bonaires
Die Flagge Bonaires wurde am 11. Dezember 1981 offiziell eingeführt, als Bonaire noch Teil der Niederländischen Antillen war.

## Beschreibung
Die Flagge besteht aus drei diagonalen Streifen in Gelb, Weiß und Blau mit einem stilisierten schwarzen Kompass um einen roten, sechsstrahligen Stern im weißen Streifen.
Rot, Weiß und Blau, die Farben der Flagge der Niederlande, zeigen die Verbindung der Insel mit den Niederlanden an.
Das gelbe Obereck repräsentiert das Licht der Sonne und die Schönheit der Natur, da zahlreiche Pflanzen auf Bonaire gelbe Blüten haben. Das blaue Dreieck am Flugende steht stellvertretend für das Meer. Der weiße Diagonalstreifen bedeutet Frieden, Freiheit und Ruhe. Der schwarze Kompass soll an die Siedler erinnern, die über das Meer kamen und sich auf Bonaire niederließen. Der rote, sechsstrahlige Stern ist ein Sinnbild für die ehemals sechs Wohngebiete Bonaires: Antriol, Nikiboko, Nort Saliña, Playa und Tera Korá, die mittlerweile die Hauptstadt Kralendijk bilden, sowie Rincon.